# アヌティン・チャーンウィーラクーン
アヌティン・チャーンウィーラクーン（タイ語: อนุทิน ชาญวีรกูล、RTGS: Anuthin Chanwirakun、英語: Anutin Charnvirakul、1966年9月13日 - ) 現在、タイ誇り党党首。

## 家族・私生活
アピシット・ウェーチャチーワ政権下の内務大臣を歴任したチャワラット・チャーンウィーラクーンの息子である。 Satannuch Charnvirakul と結婚し、二児を儲けた。その後、Sasitorn Charnvirakul と再婚した。 
アヌティンは、1989年にタイのアサンプション・カレッジ（日本の高等学校に相当）を卒業し、アメリカ合衆国のホフストラ大学で工学の学位を取得した。 
父のチャワラットはタイ大手建設会社のシノタイ・エンジニアリング・アンド・コンストラクション (Sino-Thai Engineering and Construction PCL) 創業者であり、アヌティン自身も工学者として社長に就任したことがある。 シノ・タイ・エンジニアリングは、タイ第3位の建設会社であり、バンコクのスワンナプーム空港建設などの国家事業に関わっている。2019年の資産報告書によれば、 アヌティンは3番目に保有資産の多い国会議員である。   

## 政治家として
1996年に、当時外務大臣だった Prachuap Chaiyasan の秘書として政界入りを果たした。その後、2004年から2005年にかけて副保健相を、2004年の間、副商務相をそれぞれ歴任した。 
長年にわたり、国家開発党やタイ愛国党などの政党を渡り歩いてきたアヌティンであったが、タイ愛国党で発生した選挙違反を理由に5年間の公職停止処分を受けた。公職停止処分が明けた後、2012年10月、父チャワラットがこれまで務めてきたタイ誇り党党首を辞任するのにあたり、新たな党首に選出された。 
2019年タイ総選挙では、タイ誇り党の首相候補として戦った。 
2019年7月、副首相兼保健相に就任。2025年6月18日にタイ誇り党が連立政権からの離脱を表明し、アヌティンほか計8人のタイ誇り党所属の閣僚が辞表を提出した。

### 新型コロナウイルス感染症の流行を巡る対応
2020年1月13日に、中国国外では初めてとなる新型コロナウイルス感染者がタイで発見されて以降、保健相として陣頭指揮を執っている。
2月7日、マスクを配布し啓発活動を行っていたところにやってきた記者団に対して、「マスクをしない欧州の観光客はタイから出て行くべきだ」「アジア人は受け取るのに信じられない」などの発言を行った。これらの発言はインターネット上で、差別的だと非難され、翌8日にFacebook上で謝罪を行った。
翌3月12日、Twitter上で「タイ人の90%はマスクをしているのに西洋人はしない。だから彼らの国で多数の感染者が出た」「西洋人旅行者は汚い格好をしている。注意が必要」「感染を逃れるためにタイに押し寄せた欧州の旅行者は、多くがシャワーを浴びない」などと投稿したが、翌日までにこれらの投稿は削除された。

## 勲章
アヌティンは、以下の勲章を受章している。
- 勲特等タイ王冠勲章[16]
- 勲特等白象勲章[17]